# Pierre de Hagenbach
Pour les articles homonymes, voir Hagenbach (homonymie).
Pierre de Hagenbach (en allemand Peter von Hagenbach), né en 1423 à Hagenbach et mort décapité le 9 mai 1474 à Breisach, aussi appelé Pierre d'Aquenbacq ou Pierre d’Archambaud, est un noble alsacien au service du duc de Bourgogne Charles le Téméraire. 
Bailli de Haute-Alsace, il est condamné à mort à la suite de la révolte de la ville de Breisach, événement qui est à l'origine des guerres de Bourgogne (1474-1477).  
Son procès est considéré comme le premier exemple d'un procès pour crimes de guerre dans l'Europe moderne.

## Biographie

### Origines familiales et formation
Il est issu d'une famille de la petite noblesse alsacienne du Sundgau, possédant un château à Hagenbach, à 10 km au sud-ouest de Mulhouse. Cette famille est depuis le XIVe siècle vassale de la maison de Habsbourg, qui détient des droits nombreux en Alsace.
Pierre de Hagenbach est le fils d'Antoine de Hagenbach, maire (Schultheiß) de Thann en 1428 et conseiller au tribunal d'Ensisheim à partir de 1440. Sa mère, Catherine, est originaire du comté de Bourgogne, fief d'Empire francophone détenu par les ducs de Bourgogne. Veuve d'un premier mariage, elle tient la seigneurie de Belmont, vassale du comte de Bourgogne.
Il est élevé à la fois en allemand et en français.

### Carrière au service de Philippe le Bon (1443-1461)
En 1443, Pierre de Hagenbach participe à une expédition de Philippe le Bon (1419-1467) dans le duché de Luxembourg et entre dans la confrérie de saint Georges. Il épouse aussi une Comtoise, Marguerite d'Accolans.
En 1448, il se livre à une tentative de rançonnement d'un marchand de Bâle, mais Philippe le Bon intervient pour qu'il le libère sans délai.
Dans les années 1450, il est présent à la cour de Bourgogne, où il est appelé « Acquenbacq » ou « Archembault ». 
En 1454, il participe au banquet du faisan, donné à Lille à la suite d'un vœu (jamais tenu) de croisade de Philippe le Bon (17 février). Il est alors plus particulièrement attaché au duc Jean de Clèves, dont il est chambellan. 
En 1458, il est nommé lieutenant du grand maître de l'Artillerie de Bourgogne.

### Au service du prince héritier (1461-1467)
En 1461, il entre au service du comte de Charolais Charles de Bourgogne.
Pierre de Hagenbach est à la tête de la 9e compagnie d'ordonnance des troupes du duché lorsqu'il participe à la guerre de la ligue du Bien public, menée par Charles le Téméraire contre Louis XI (1463-1465). 

### Au service du duc Charles (1467-1474)
Charles devient duc de Bourgogne en 1467. En 1469, il conclut avec Sigismond d'Autriche le traité de Saint-Omer, qui fait de lui le maître des possessions des Habsbourg en Alsace et en Souabe (ensemble de territoires appelé Autriche antérieure).
Pierre de Hagenbach est alors nommé bailli (Landvogt) des territoires bourguignons de Haute-Alsace. 

### Bailli de Haute-Alsace: la crise de 1474
La politique qu'il mène suscite des tensions avec les sujets alsaciens du duc de Bourgogne, mais aussi avec les grandes villes impériales de Strasbourg et de Bâle et avec les Suisses de la confédération des VIII cantons, dont il lèse les intérêts économiques. 
En 1474, à la suite de la révolte de la ville de Breisach, il est arrêté, jugé, condamné à mort par décapitation et effectivement exécuté.
Son frère intervient alors avec des troupes bourguignonnes et exerce des représailles, suscitant la mobilisation des troupes des cantons suisses, qui remportent la bataille d'Héricourt (13 novembre 1474) : c'est le début des guerres de Bourgogne, au terme desquelles Charles le Téméraire est tué devant Nancy (février 1477).

## Distinctions
- Chevalier de l'ordre de Saint-Georges de Bourgogne.

## Historiographie

### Le procès de Pierre de Hagenbach
Il est organisé par les autorités des villes libres impériales de Strasbourg, de Bâle et de Haute-Alsace.   
Le procès de Hagenbach est important pour l'histoire du droit international, car c'est le premier procès dans l'histoire moderne pour crimes de guerre. Hagenbach est en effet considéré par le tribunal comme responsable, en tant que commandant, pour les crimes commis par ses soldats,.
Il est donc cité et étudié dans des publications juridiques récentes (voir Bibliographie infra).

### La légende noire
Il a été dépeint par certains chroniqueurs de l'époque comme un homme au caractère brutal et comme un dévoyé. 
Pierre de Hagenbach a laissé dans l'histoire de l'Alsace le souvenir d'un personnage sans pitié, ayant abusé de son autorité, une sorte d'âme damnée de Charles le Téméraire. Les premiers chroniqueurs qui l'évoquèrent faisaient partie du camp de ses ennemis et lui forgèrent une légende noire. Il a fallu attendre le XXe siècle et les travaux des historiens Stouff et Nerlinger pour que ce portrait soit nuancé et que l'on découvre les multiples facettes de la vie de ce chevalier sundgauvien.

### La tête supposée de Pierre de Hagenbach
La tête momifiée d’un homme aux cheveux roux, conservée par le musée Unterlinden de Colmar a longtemps passé pour celle de Pierre de Hagenbach. Or on sait qu'en réalité la dépouille de Pierre de Hagenbach a été rendue à sa famille et qu'il n’était pas roux. 
La tête de Colmar, qui était jusqu’en 1796 une relique conservée par la cathédrale de Fribourg, est probablement, comme l'a avancé l'historien Pantaleon Rosmann en 1844, celle d’un chevalier de l’ordre de Malte ou des Hospitaliers de Saint-Jean fait prisonnier et décapité par les Turcs ,.

## Pierre de Hagenbach dans la culture
- En 1829, Walter Scott (1771-1832) évoque Pierre de Hagenbach dans son roman Anne de Geierstein ; il situe ses méfaits au château de Ferrette (20 km au sud de Mulhouse).
- En 1913, Lina Ritter (1888-1981) publie en alsacien une pièce de théâtre Peter vu Hagebach.

### Sources et témoignages
- Philippe de Commynes, Mémoires, Pocket Agora, 2004 (présentation et traduction par Joël Blanchard), pp. 262, 322  (ISBN 2-266132-63-6).

### Livres
- Gabrielle Claerr-Stamm, Pierre de Hagenbach : le destin tragique d'un chevalier sundgauvien au service de Charles le Téméraire, Société d'histoire du Sundgau, 2004  (ISBN 2-908498-16-2).
- (de) Hildburg Brauer-Gramm, Der Landvogt Peter von Hagenbach : die burgundische Herrschaft am Oberrhein 1469-1474, Berlin, Musterschmidt, 1957, 379 p. (texte remanié d'une thèse).
- Charles Nerlinger, Pierre de Hagenbach et la domination bourguignonne en Alsace (1469-1474), Nancy, Berger-Levrault, 1890, 172 p. (extrait des Annales de l'Est).

### Articles
- Werner Paravicini, « Parler d'amour au XVe siècle : Pierre de Hagenbach et la dame de Remiremont », dans Comptes-rendus des séances de l'Académie des Inscriptions et Belles-Lettres, no 3, 2003, p. 1 277-1 293.
- Olivier Matteoni, « Hagenbach (procès) » , dans Ollivier Beauvallet (dir.), Dictionnaire encyclopédique de la justice pénale internationale, Paris, Berger-Levrault, 2017, pp.500-502.

### Notices biographiques
- Georges Bischoff, « Pierre de Hagenbach », dans le Nouveau Dictionnaire de biographie alsacienne, volume 14, 2003 p. 1 378.
- « HAGENBACH Pierre de (Peter von) » sur le site de la Fédération des sociétés d'histoire et d'archéologie d'Alsace
- « Hagenbach, Peter von » sur le site Deutsche Biographie